# 龙泉街道 (朝阳市)
龙泉街道，是中华人民共和国辽宁省朝阳市龙城区下辖的一个乡镇级行政单位。

## 行政区划
龙泉街道下辖以下地区：
七道泉子南村、七道泉子北村、吴家洼南村、吴家洼北村、东三家村和下河首村。